# Doris Y. Wilkinson
Doris Yvonne Wilkinson (* 13. Juni 1936 in Lexington, Kentucky; † 23. Juni 2024) war eine US-amerikanische Soziologin, die als Professorin an der University of Kentucky lehrte. 1987/88 amtierte sie als Präsidentin der Society for the Study of Social Problems.
Wilkinson schrieb sich 1954 nach dem Abschluss der „schwarzen“ Paul Lawrence Dunbar High School in Lexington an der University of Kentucky (UK) als Mitglied der ersten Klasse afroamerikanischer Undergraduate-Studenten ein und schloss das Studium 1958 ab, womit sie die erste afroamerikanische Frau war, die einen Bachelor-Abschluss an der UK erwarb. Das Master-Examen machte sie 1960 an der Case Western Reserve University, wo sie 1968 in Medizinsoziologie zur Ph.D. promoviert wurde.
1967 wurde sie zur Professorin für Soziologie an der UK ernannt und war damit das erste weibliche afroamerikanische Fakultätsmitglied an der Universität in Vollzeit. Von 1970 bis 1985 war sie als Professorin an Macalester College in Saint Paul (Minnesota) tätig und kehrte 1985 an die UK zurück. Von 1989 bis 1990 war sie Gaststipendiatin der Ford Foundation an der Harvard University, außerdem war sie Gastprofessorin an der University of Virginia und am Smith College. 

## Schriften (Auswahl)
- Als Mitherausgeberin: Race, class, & gender. Common bonds, different voices. Sage, Thousand Oaks 1996, ISBN 0803970560.
- Als Herausgeberin: Social structure and assassination behavior. The sociology of political murder. Schenkman Pub. Co., Cambridge (Mass.) 1976, ISBN 0870731688.
- Als Herausgeberin: Black revolt. Strategies of protest. McCutchan Pub. Corp., Berkeley 1969, ISBN 0821122215.